# Чорнопарівка
Чорнопа́рівка — село в Україні, у Святовасилівській сільській територіальній громаді Дніпровського району Дніпропетровської області. Населення — 222 мешканці.

## Географія
Село Чорнопарівка примикає до села Рясне, на відстані 1 км розташоване селище Святовасилівка. Поруч проходить автомобільна дорога Т 0420 і залізниця, станція Рясна за 2 км.

## Населення

### Мова
Розподіл населення за рідною мовою за даними перепису 2001 року:
| Мова       | Кількість | Відсоток |
| ---------- | --------- | -------- |
| українська | 201       | 90.54%   |
| російська  | 20        | 9.01%    |
| білоруська | 1         | 0.45%    |
| Усього     | 222       | 100%     |

## Інтернет-посилання
- Погода в селі Чорнопарівка

1. ↑  Рідні мови в об'єднаних територіальних громадах України — Український центр суспільних даних